# عفاف شاكر
عفاف شاكر (15 يونيو 1929 - 30 مايو 2020)، ممثلة مصرية والأخت الكبرى غير الشقيقة من الأم للفنانة شادية ولم تستمر في التمثيل بسبب زواجها من كمال الشناوي ولم تستمر الزيجة أكثر من ثلاث سنوات، وقد حاولت الرجوع للفن والتمثيل إلا أن الطلب عليها من المخرجين لم يكن مقنعا" على عكس شقيقتها شادية التي صعدت وبزغت نجوميتها، مما اضطرها للبعد عن الفن وتزوجت من خارج الوسط الفنى وهاجرت للولايات المتحدة الأمريكية وعاشت هناك حتى وفاتها.

## حياتها
الفنانة عفاف شاكر وإسمها الحقيقي نور الحياة علي آجا هي من مواليد تركيا في 15 يونيو 1929 لوالدتها خديجة ووالدها علي آجا وهو من عائلة تركية ثرية وكان أميرًا في الأسطول البحري التركي.
بدأت عفاف شاكر بالعمل في الفن قبل شادية وأول ظهور لها كان عام 1946 في فيلم ملاك الرحمة بطولة يوسف وهبي وفاتن حمامة وفي نفس العام ظهرت في فيلم أحمر شفايف مع نجيب الريحاني وهو يعتبر أشهر أدوارها في السينما واشتهرت منذ تلك الفترة باسم عفاف شاكر.

## زواجها
عفاف شاكر، في عام 1947م، شاركت كمال الشناوي في بطولة فيلم "غني حرب"، وفي الكواليس نشأت علاقة حب بينهما، انتهت بالزواج الذي لم يستمر سوى 3 سنوات فقط.
تزوجت عفاف شاكر ثلاث مرات:
- زوجها الأول أحمد عزام وأنجبت منه ولدان عاطف وعادل.
- زوجها الثاني كان الفنان كمال الشناوي واستمر زواجهما لثلاث سنوات فقط، ثم انفصلا.
- وتزوجت عفاف بعد ذلك من طبيب سوداني يدعى رؤوف إبراهيم وهاجرت معه إلى الولايات المتحدة الأمريكية.

## وفاتها
توفيت يوم السبت 30 مايو 2020 حسب ياسمين شاكر، ابنة شقيقها، ودفنت في مقابر المركز الإسلامي بولاية كاليفورنيا بالولايات المتحدة الأمريكية، بجوار حفيدتها سارة.

## أعمالها
- الدنيا حلوة - (1951).
- عيون سهرانة - (1956)
- لا تذكريني - (1961).
- هدى - (1959).
- ليلة غرام
- خضرة والسندباد القبلي
- آمال
- القط الأسود - (1964).
- كل الرجالة كده (مسرحية) - (1964).
- عمتي فتافيت السكر (مسرحية) - (1960).
- منافق للإيجار (مسرحية) - (1960).

## وصلات خارجية
- عفاف شاكر على موقع الدهليز
- عفاف شاكر على موقع قاعدة بيانات الأفلام العربية